# 坂口佳穂
坂口 佳穗（さかぐち かほ、1996年3月25日 - ）は、日本の元ビーチバレー選手、タレント。セント・フォース所属。
武蔵野大学法学部政治学科卒、川崎ビーチスポーツクラブアカデミー生。「新ビーチの妖精」ともいわれる。

## 来歴
宮崎県串間市出身。バレーボールクラブ監督であった実父の影響で、小学1年時からバレーボールを始める。小学校卒業後は東京へ転居。中学校でもバレー部に所属し9年間バレーを経験する。母親の薦めで中学2年生から高校2年生まで芸能活動をする。高校ではバレーボールを離れダンス部に入部した。タレント活動としては、『BSブランチ』での「BSブランチガール」としての活動などがある。高校3年時に実父と知り合いであった瀬戸山正二に随行し観戦したビーチバレーに魅せられ、バレーボール熱が再燃した。
2014年、大学入学とともに、瀬戸山が理事長を務める川崎ビーチスポーツクラブビーチバレーアカデミー生となり、トップアスリートを目指すことになった。
2015年から本格的にJBVツアーに参戦し、同年6月に開催されたJVAビーチバレーボールシリーズA志摩大会で国内メジャー大会デビューを果たした。一部マスコミでは「浅尾美和二世」の声も上がるが、「将来、プロ選手になるかどうかは決めていない」「地元宮崎開催の霧島酒造オープンで優勝して、JBVツアーでトップになりたい」と語っている。
2015年11月、健康で精力的な活動を行った人に贈られる金冠堂の「キンカンAWARD2015」を受賞。
2016年、ペアを組む鈴木悠佳子とともにマイナビと所属契約を結んだ。
2021年12月1日、現役引退を発表。12月14日、ラグビー選手の松井千士との結婚を報告した。
2022年4月1日、セント・フォースの所属となった。
2023年9月30日、第1子妊娠を発表。2024年2月20日、第1子女児の出産を報告した。

## 人物

### 家族
- 長女で、下に弟が4人いる（うち1人は佳穂と双子）[17]。

### 特技
- オーバートス。出来る選手が少ない中で、得意としている[18]。

### 好きな○○
- 好きな男性芸能人は、斎藤工。
- 好きな言葉は、「可能性は無限大」 。
- 好きな色は、青、紺、黄。

## 戦績
- 2015年
  - JBVツアー川崎市長杯　9位
  - JBVツアー東京オープン　9位
  - JBVツアー霧島酒造オープン　9位
  - JVAビーチバレーボールシリーズA 若狭おばま大会 9位[19]
  - JVAビーチバレーボールシリーズA 大洗大会 9位[20]
  - JVAビーチバレーボールシリーズA 志摩大会 13位[10]

## 出演

### テレビ
- BS-TBS「BSブランチ」（2011年11月 - 2012年9月） - 最終メンバーのひとり
- くりぃむVS林修!クイズサバイバー（テレビ朝日、2015年12月31日）
- 踊る!さんま御殿!!（日本テレビ）

### ミュージックビデオ
- ななみ「I live for love」（2015年）[21]